# Natal, Rio Grande do Norte
Natal (nghĩa "Giáng sinh", phát âm tiếng Bồ Đào Nha: [naˈtaw]) là thành phố thủ phủ bang Rio Grande do Norte, một bang đông bắc Brasil. Theo thống kê của IBGE năm 2008, thành phố này có tổng dân số 798.896 người (1.255.409 dân trong vùng đô thị). Natal được Viện nghiên cứu kinh tế ứng dụng Brasil xem là thủ phủ bang an toàn nhất quốc gia.
Thành phố có Sân bay quốc tế Agusto Severo với các tuyến bay nội địa và vài tuyến bay quốc tế. 
Thành phố có tuyến đường dài 8 km dọc bờ biển, là tâm điểm du lịch với các khách sạn, nhà hàng. Một trong những địa điểm nổi bật ở thành phố này là công viên đụn cát bảo tồn các đồi cát quanh thành phố. Thành phố này có các bãi biển, một số trong đó là bán hoang sơ như Pipa và Maracajaú còn các vãi khác thì sôi động như Genipabu, Pirangi và Ponta Negra.
Thành phố có Đại học Liên bang Rio Grande do Norte.
Thành phố nằm trong 12 địa điểm được chọn đăng cai các trận bóng đá của giải 2014 FIFA World Cup, hiện đang xây một sân vận động Dunas Arena, một sân bay mới Sân bay quốc tế Đại Natal, sẽ là sân bay lớn nhất ở Mỹ Latin.